# Tremblay-les-Villages
Pour les articles homonymes, voir Tremblay.
Tremblay-les-Villages est une commune française située dans le département d'Eure-et-Loir en région Centre-Val de Loire.

## Géographie

### Situation
Tremblay-les-Villages a comme particularité de posséder une partie de son territoire, l'ancienne commune de Saint-Chéron-des-Champs, non reliée à la partie principale. Saint-Chéron-des-Champs forme une enclave au milieu des communes limitrophes qui la séparent de son chef-lieu.

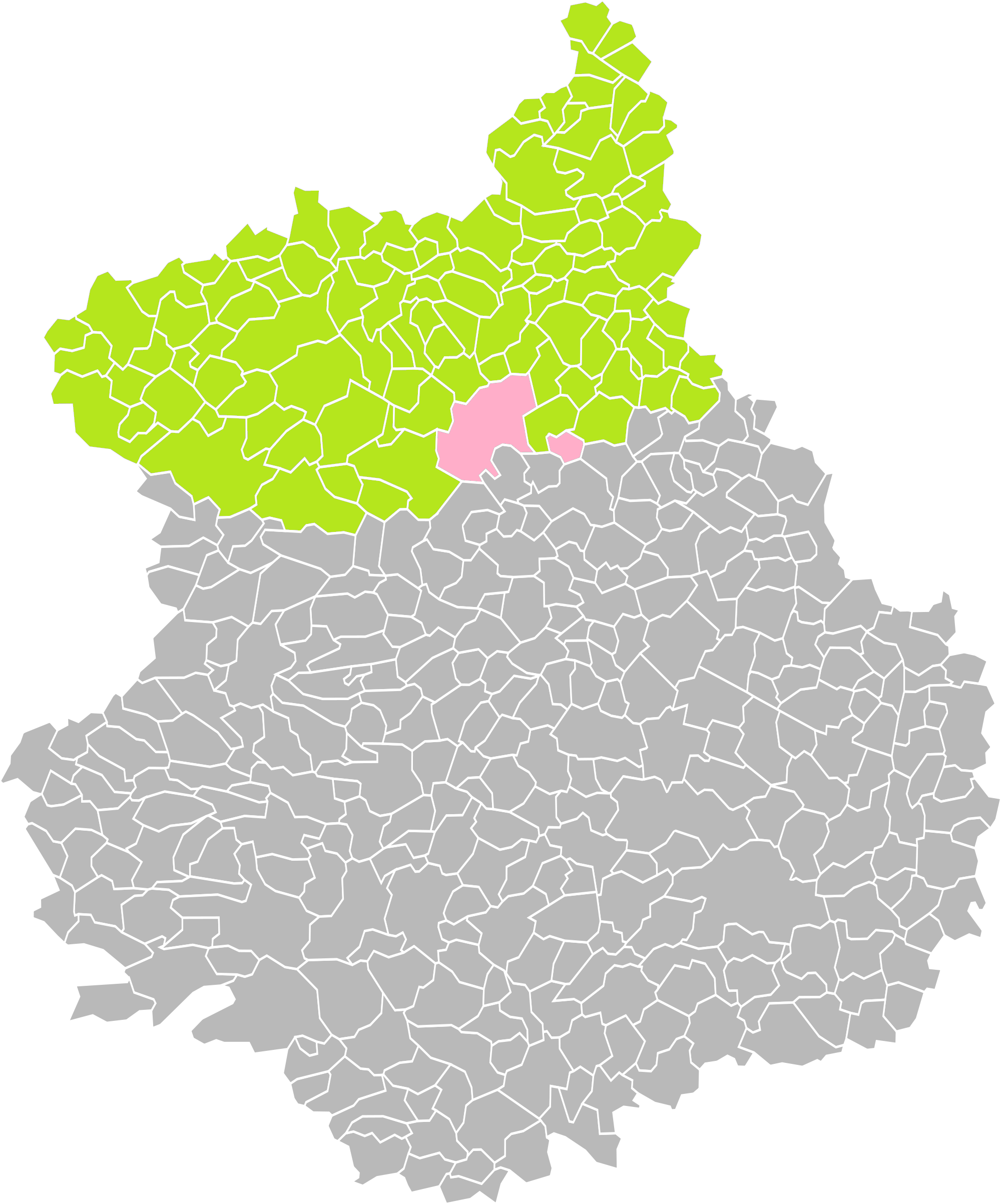
Position de Tremblay-les-Villages (en rouge) dans l'arrondissement de Dreux (en vert) du département d'Eure-et-Loir (grisé).

### Communes limitrophes
| Le Boullay-les-Deux-Églises          | Puiseux               | Le Boullay-Mivoye             |
| Saint-Sauveur-Marville               | Tremblay-les-Villages | Le Boullay-Thierry Serazereux |
| Briconville Châteauneuf-en-Thymerais | Clévilliers           | Challet                       |
| Enclave : Saint-Chéron-des-Champs    |                       |                               |

|            | Serazereux                              | Néron                   |
| Serazereux | de l'enclave de Saint-Chéron-des-Champs | Bouglainval             |
| Challet    |                                         | Berchères-Saint-Germain |

### Climat
Pour des articles plus généraux, voir Climat du Centre-Val de Loire et Climat d'Eure-et-Loir.
En 2010, le climat de la commune est de type climat océanique dégradé des plaines du Centre et du Nord, selon une étude du CNRS s'appuyant sur une série de données couvrant la période 1971-2000. En 2020, Météo-France publie une typologie des climats de la France métropolitaine dans laquelle la commune est exposée à un climat océanique altéré et est dans la région climatique  Sud-ouest du bassin Parisien, caractérisée par une faible pluviométrie, notamment au printemps (120 à 150 mm) et un hiver froid (3,5 °C). 
Pour la période 1971-2000, la température annuelle moyenne est de 10,3 °C, avec une amplitude thermique annuelle de 14,7 °C. Le cumul annuel moyen de précipitations est de 641 mm, avec 10,5 jours de précipitations en janvier et 7,8 jours en juillet. Pour la période 1991-2020, la température moyenne annuelle observée sur la station météorologique de Météo-France la plus proche, « Marville_sapc », sur la commune de Marville-Moutiers-Brûlé à 8 km à vol d'oiseau, est de 11,1 °C et le cumul annuel moyen de précipitations est de 571,8 mm,. Pour l'avenir, les paramètres climatiques de la commune estimés pour 2050 selon différents scénarios d'émission de gaz à effet de serre sont consultables sur un site dédié publié par Météo-France en novembre 2022.

## Urbanisme

### Typologie
Au 1er janvier 2024, Tremblay-les-Villages est catégorisée commune rurale à habitat dispersé, selon la nouvelle grille communale de densité à 7 niveaux définie par l'Insee en 2022.
Elle est située hors unité urbaine. Par ailleurs la commune fait partie de l'aire d'attraction de Chartres, dont elle est une commune de la couronne,. Cette aire, qui regroupe 117 communes, est catégorisée dans les aires de 50 000 à moins de 200 000 habitants,.

### Occupation des sols
L'occupation des sols de la commune, telle qu'elle ressort de la base de données européenne d’occupation biophysique des sols Corine Land Cover (CLC), est marquée par l'importance des territoires agricoles (92,5 % en 2018), une proportion sensiblement équivalente à celle de 1990 (93 %). La répartition détaillée en 2018 est la suivante :
terres arables (91,6 %), forêts (4 %), zones urbanisées (3,1 %), zones agricoles hétérogènes (0,9 %), zones industrielles ou commerciales et réseaux de communication (0,3 %). L'évolution de l’occupation des sols de la commune et de ses infrastructures peut être observée sur les différentes représentations cartographiques du territoire : la carte de Cassini (XVIIIe siècle), la carte d'état-major (1820-1866) et les cartes ou photos aériennes de l'IGN pour la période actuelle (1950 à aujourd'hui).

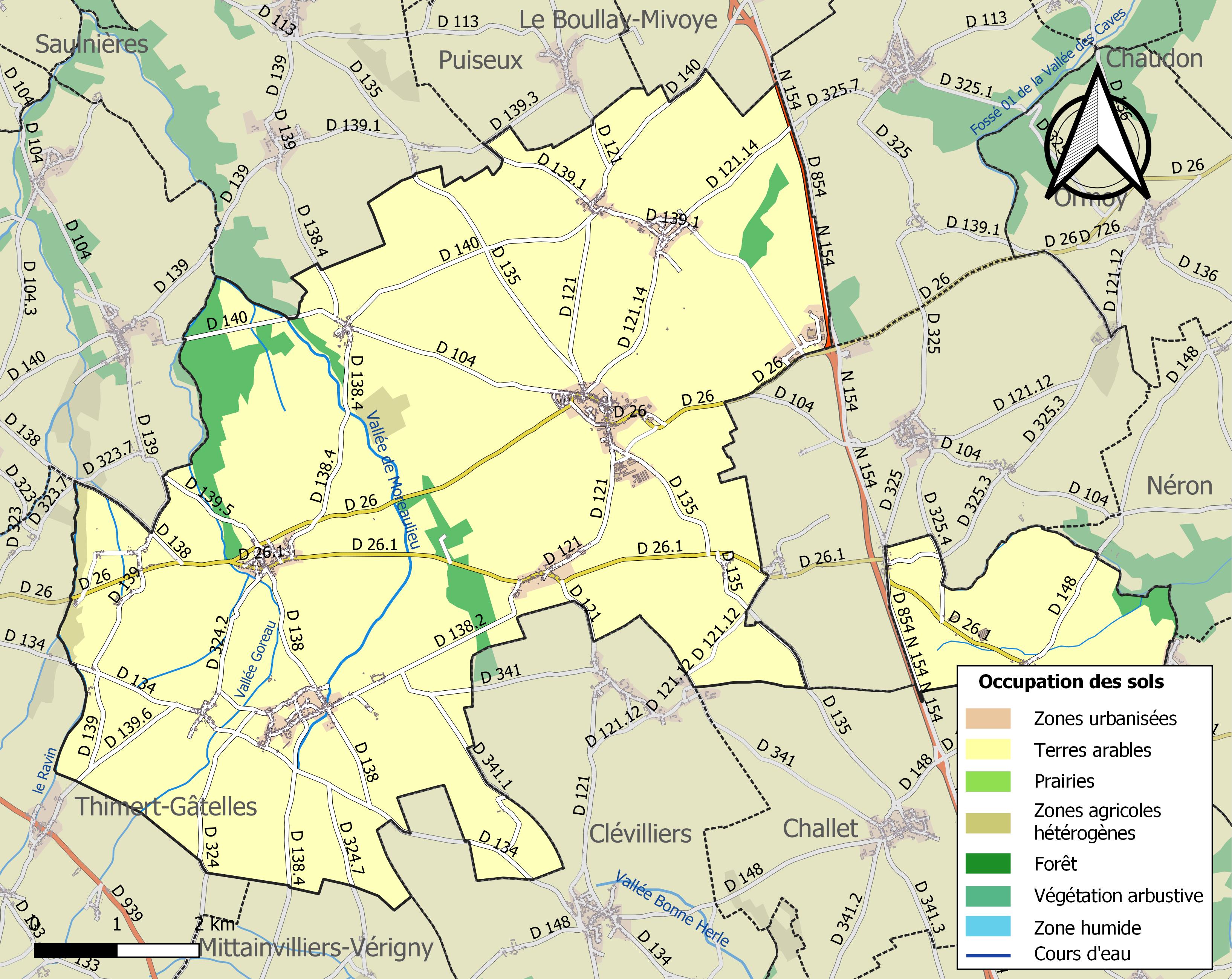
Carte des infrastructures et de l'occupation des sols de la commune en 2018 (CLC).

### Risques majeurs
Le territoire de la commune de Tremblay-les-Villages est vulnérable à différents aléas naturels : météorologiques (tempête, orage, neige, grand froid, canicule ou sécheresse), inondationset séisme (sismicité très faible). Il est également exposé à un risque technologique, le transport de matières dangereuses. Un site publié par le BRGM permet d'évaluer simplement et rapidement les risques d'un bien localisé soit par son adresse soit par le numéro de sa parcelle.

#### Risques naturels
Certaines parties du territoire communal sont susceptibles d’être affectées par le risque d’inondation par débordement de cours d'eau et par ruissellement et coulée de boue, notamment La commune a été reconnue en état de catastrophe naturelle au titre des dommages causés par les inondations et coulées de boue survenues en 1983, 1999 et 2018,.

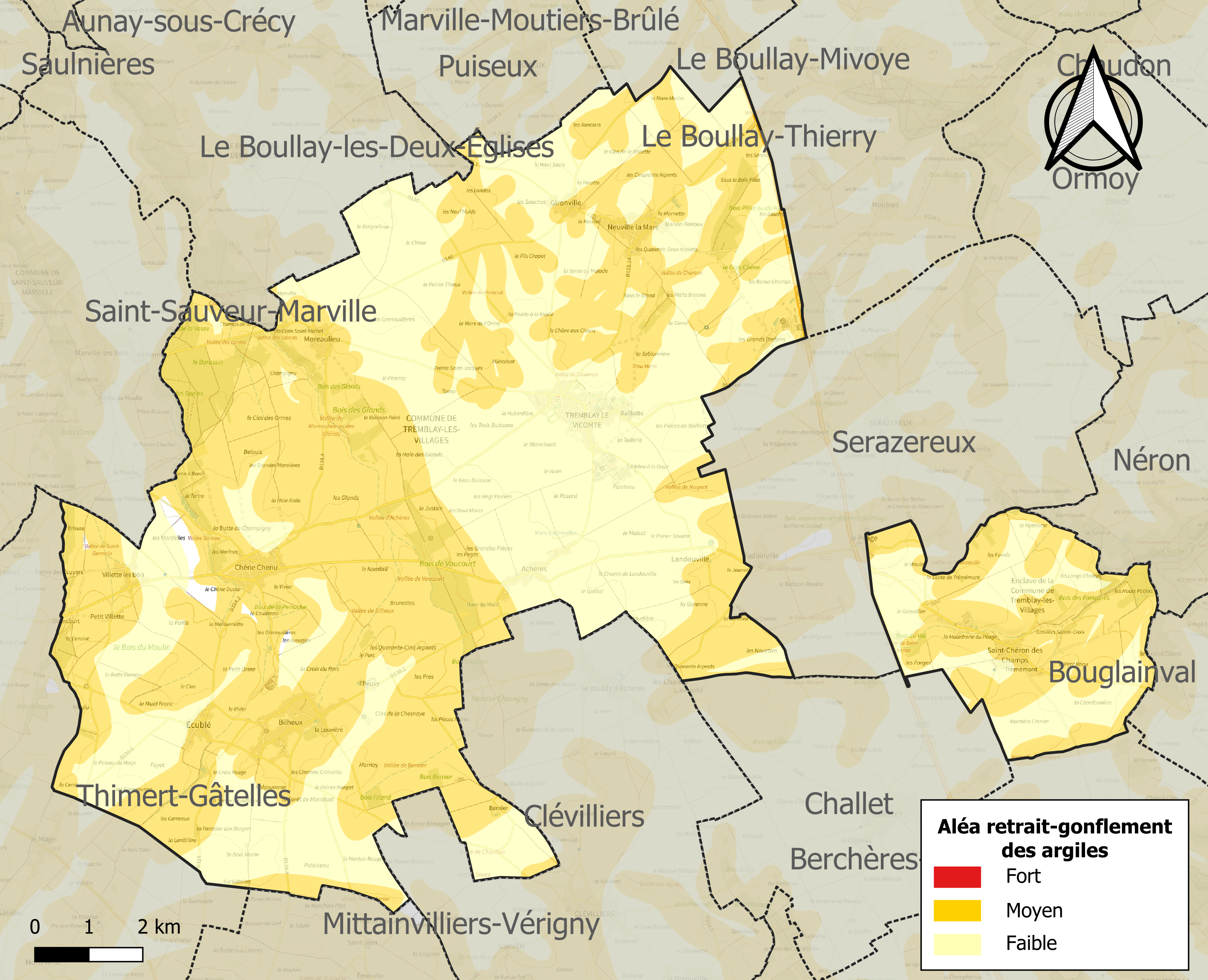
Carte des zones d'aléa retrait-gonflement des sols argileux de Tremblay-les-Villages.

Le retrait-gonflement des sols argileux est susceptible d'engendrer des dommages importants aux bâtiments en cas d’alternance de périodes de sécheresse et de pluie. 57,3 % de la superficie communale est en aléa moyen ou fort (52,8 % au niveau départemental et 48,5 % au niveau national). Sur les 996 bâtiments dénombrés sur la commune en 2019, 603 sont en aléa moyen ou fort, soit 61 %, à comparer aux 70 % au niveau départemental et 54 % au niveau national. Une cartographie de l'exposition du territoire national au retrait gonflement des sols argileux est disponible sur le site du BRGM,.
Concernant les mouvements de terrains, la commune a été reconnue en état de catastrophe naturelle au titre des dommages causés par des mouvements de terrain en 1999.

#### Risques technologiques
Le risque de transport de matières dangereuses sur la commune est lié à sa traversée par des infrastructures routières ou ferroviaires importantes ou la présence d'une canalisation de transport d'hydrocarbures. Un accident se produisant sur de telles infrastructures est en effet susceptible d’avoir des effets graves au bâti ou aux personnes jusqu’à 350 m, selon la nature du matériau transporté. Des dispositions d’urbanisme peuvent être préconisées en conséquence.

## Toponymie
Tremblay-les-Villages est un néo-toponyme.
Tremblay signifie « endroit où poussent des peupliers trembles ».
Les Villages sont Tremblay-le-Vicomte, Chêne-Chenu, Écublé, Gironville-et-Neuville, Saint-Chéron-des-Champs, Theuvy-Achères.

## Histoire

### Avant 1972
Avant cette date, six communes préexistent.

#### Tremblay-le-Vicomte
La commune de Tremblay-le-Vicomte a porté provisoirement, au cours de la Révolution française, le nom de Tremblay-Sans-Culottes.
Entre 1795 et 1800, la commune voisine des Chaises est absorbée. En 1846, est aussi absorbée celle de Landouville.

#### Chêne-Chenu
- Chêne-Chenu absorbe en 1855, avec Marville-les-Bois, une partie de l'ancienne commune de Villette-les-Bois[18] ;
- De 1873 à 1971, la commune de Chêne-Chenu est desservie par les trains de voyageurs circulant sur la ligne de Chartres à Dreux avec un point d'arrêt à Villette-les-Bois.

#### Écublé
L’ancienne commune d’Écublé est citée dans le poème d’Aragon, Le Conscrit des cent villages, écrit comme acte de Résistance intellectuelle de manière clandestine au printemps 1943, pendant la Seconde Guerre mondiale.

#### Gironville-et-Neuville
Avant 1933, le nom de la commune est Gironville.

#### Saint-Chéron-des-Champs
Selon les époques, est mentionnée l’appellation Saint-Cheron-des-Champs ou Saint-Chéron-des-Champs ou Trémémont[source insuffisante].

#### Theuvy-Achères
- En 1839, Theuvy absorbe Achères et devient ainsi Theuvy-Achères[22] ;
- De 1873 à 1971, la commune de Theuvy-Achères bénéficie d'une gare ouverte aux voyageurs circulant sur la ligne de Chartres à Dreux.

### 1972: création de Tremblay-les-Villages
La commune de Tremblay-les-Villages est créée en 1972, sur l'impulsion de Martial Taugourdeau, maire de Tremblay-le-Vicomte, grâce à la fusion-association des six communes préexistantes :
- Chêne-Chenu (208 habitants en 1968[18]) ;
- Écublé (305 habitants en 1968[23]) ;
- Gironville-et-Neuville (82 habitants en 1968[20]) ;
- Saint-Cheron-des-Champs (63 habitants en 1968[21], qui forme une enclave disjointe du territoire communal ;
- Theuvy-Achères (117 habitants en 1968[22]) ;
- Tremblay-le-Vicomte (437 habitants en 1968[17]) ;

soit une population totale de 1 212 habitants.
Cette opération a pour objectif de mieux regrouper les moyens mis au service des citoyens et de donner à la nouvelle commune tous les éléments permettant son développement. Par son ampleur (fusion-association de six communes), elle peut également être considérée comme un projet précurseur, préfigurant le développement de l'intercommunalité dans les années 1990.
En 2003, la commune rejoint la communauté de communes du Thymerais, puis en 2014 la communauté d'agglomération du Pays de Dreux.

## Politique et administration

### Liste des maires
| Période | Période | Identité            | Étiquette    | Qualité |
| ------- | ------- | ------------------- | ------------ | --- |
| 1972    | 2001    | Martial Taugourdeau | UDR puis RPR | Médecin Suppléant du député Edmond Thorailler (1968 → 1973) Député d'Eure-et-Loir (1978 → 1981 et 1986 → 1989) Sénateur d'Eure-et-Loir (1989 → 2001) Président du conseil général d'Eure-et-Loir (1986 → 2001) Conseiller général de Châteauneuf-en-Thymerais (1979 → 2001) Décédé en fonction |
| 2001    | 2008    | Louis Pottier       | DVD          | Employé de banque |
| 2008    | 2014    | Francis Cousin      | DVD          | Ingénieur-conseil, expert agricole et foncier |
| 2014    | 2025    | Christelle Minard,  | UMP-LR       | Agricultrice céréalière sur grande exploitation Suppléante du député Olivier Marleix (2012 → 2025) Députée d'Eure-et-Loir (2e circ.) (2025 → ) Conseillère départementale de Saint-Lubin-des-Joncherets (2015 → ) 3e vice-présidente de la CA du Pays de Dreux (2020 → )                       |

| Période                                  | Période | Identité                     | Étiquette | Qualité                                                          |
| ---------------------------------------- | ------- | ---------------------------- | --------- | ---------------------------------------------------------------- |
| Les données manquantes sont à compléter. |         |                              |           |                                                                  |
| 1860                                     | 1875    | Jacques Baubion              |           |                                                                  |
| 1876                                     | 1892    | Paul Lenormand               |           | Propriétaire, conseiller d'arrondissement                        |
| 1892                                     | 1896    | Louis Julien Désiré Huveau   |           | Cultivateur                                                      |
| 1896                                     | 1904    | Paul Lenormand               |           | Propriétaire, conseiller d'arrondissement                        |
| 1904                                     | 1912    | Léopold Pasquer              |           |                                                                  |
| 1912                                     | 1929    | Louis Huveau (1869-1929)     | Rad.      | Agriculteur Conseiller d'arrondissement (1919 → 1925)            |
| 1929                                     | 1953    | Francis Bouchard (1904-1984) |           | Agriculteur, président de la CGA Officier de la Légion d'honneur |
| 1953                                     |         | Maurice Arnoult              |           |                                                                  |
| Les données manquantes sont à compléter. |         |                              |           |                                                                  |
| 1971                                     | 1972    | Martial Taugourdeau          | UDR       | Médecin Suppléant du député Edmond Thorailler (1968 → 1973)      |

## Population et société

### Démographie
En 2022, la commune de Tremblay-les-Villages comptait 2208 habitants. À partir du XXIe siècle, les recensements réels des communes de moins de 10 000 habitants ont lieu tous les cinq ans. Les autres chiffres sont des estimations.
| 1793 | 1800 | 1806 | 1821 | 1831 | 1836 | 1841 | 1846 | 1851 |
| ---- | ---- | ---- | ---- | ---- | ---- | ---- | ---- | ---- |
| 520  | 491  | 507  | 482  | 487  | 490  | 520  | 516  | 557  |

| 1856 | 1861 | 1866 | 1872 | 1876 | 1881 | 1886 | 1891 | 1896 |
| ---- | ---- | ---- | ---- | ---- | ---- | ---- | ---- | ---- |
| 547  | 553  | 529  | 564  | 582  | 568  | 590  | 548  | 528  |

| 1901 | 1906 | 1911 | 1921 | 1926 | 1931 | 1936 | 1946 | 1954 |
| ---- | ---- | ---- | ---- | ---- | ---- | ---- | ---- | ---- |
| 522  | 554  | 535  | 532  | 491  | 527  | 511  | 511  | 486  |

| 1962 | 1968 | 1975  | 1982  | 1990  | 1999  | 2004  | 2006  | 2009  |
| ---- | ---- | ----- | ----- | ----- | ----- | ----- | ----- | ----- |
| 433  | 437  | 1 036 | 1 290 | 1 451 | 1 816 | 2 015 | 2 070 | 2 231 |

| 2014  | 2019  | 2022  | - | - | - | - | - | - |
| ----- | ----- | ----- | - | - | - | - | - | - |
| 2 281 | 2 243 | 2 208 | - | - | - | - | - | - |

Note : jusqu'à 1968 inclus, le chiffre indiqué est la population de la commune constituée du seul village de Tremblay-Le-Vicomte.

### Enseignement
La commune dispose d'une école primaire, le groupe scolaire J.J. Sevin, partagée avec la commune de Serazereux et administrée par un syndicat mixte regroupant les 2 communes, le SIVOM de Tremblay et Serazereux.
Le collège de secteur est La Pajotterie à Châteauneuf-en-Thymerais et le lycée général de secteur est le lycée Édouard Branly à Dreux.
Les transports scolaires jusqu'aux trois établissements sont administrés par la communauté d'agglomération de Dreux.

## Économie

### Entreprises
La plus importante entreprise de la commune la fabrique d'encre d'imprimeries Brancher Kingwood (filiale d'un groupe Chinois) a été placée le 25 octobre 2018 en redressement judiciaire. Elle emploie 62 personnes.

### Revenus et fiscalité
Le revenu médian annuel des habitants s'élève à 21 262 €. Il est plus élevé que le revenu médian en France (19 785 €).
La commune affiche un taux de pauvreté de 7,4 %, largement moins important que celui de la France (13,9 %).
Seuls 33,1 % de foyers fiscaux sont non imposables.

## Culture locale et patrimoine

### Lieux et monuments

#### Tremblay-le-Vicomte
- Restes de l'ancien château du XIIIe siècle,  Inscrit MH (1928)[33] ;
- Église Saint-Martin de Tremblay-le-Vicomte.

Tremblay-le-Vicomte
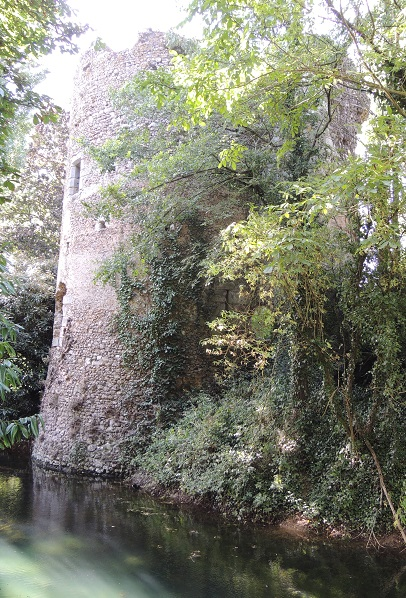
L'ancien château.
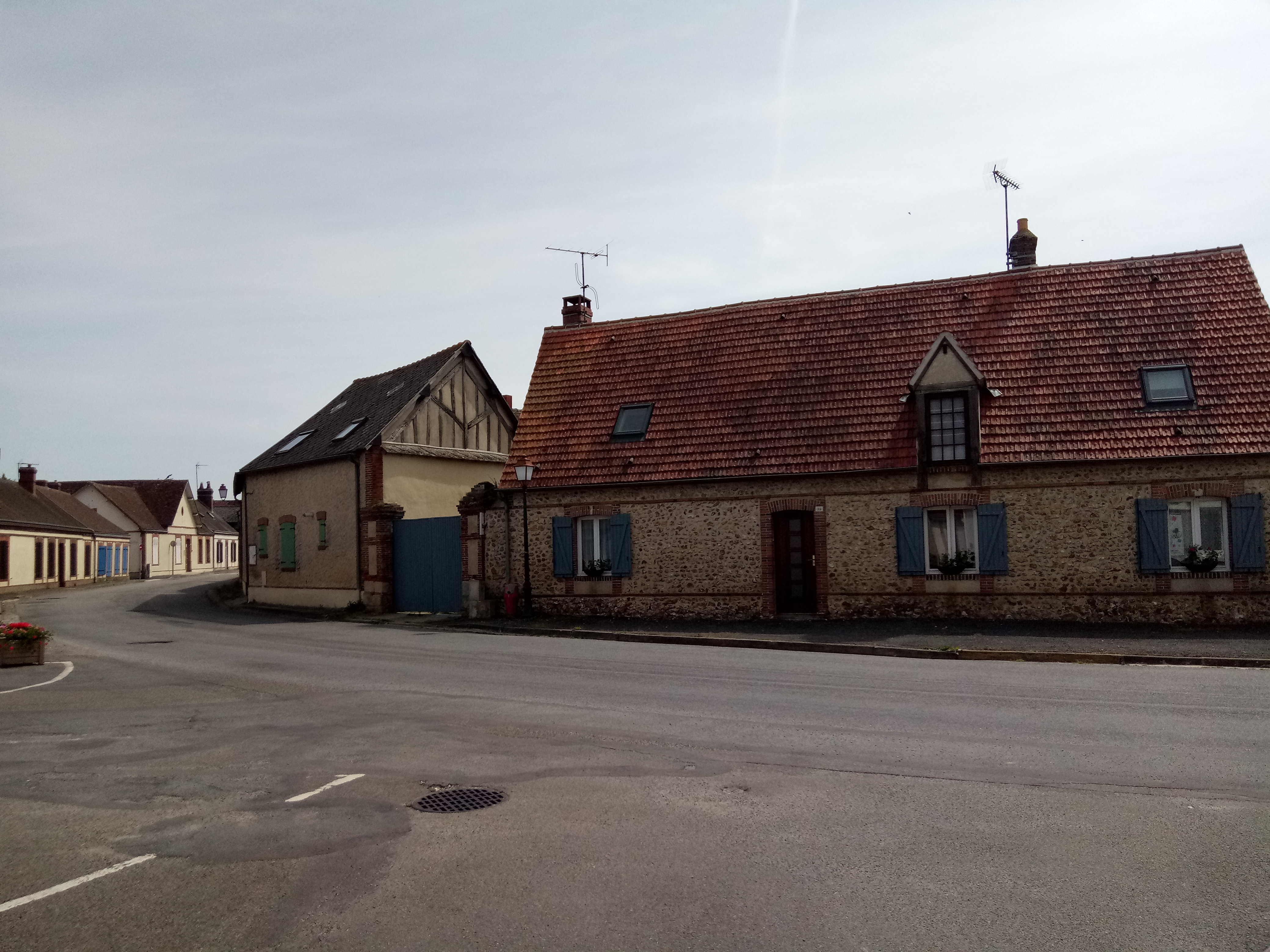
Maisons et rue.
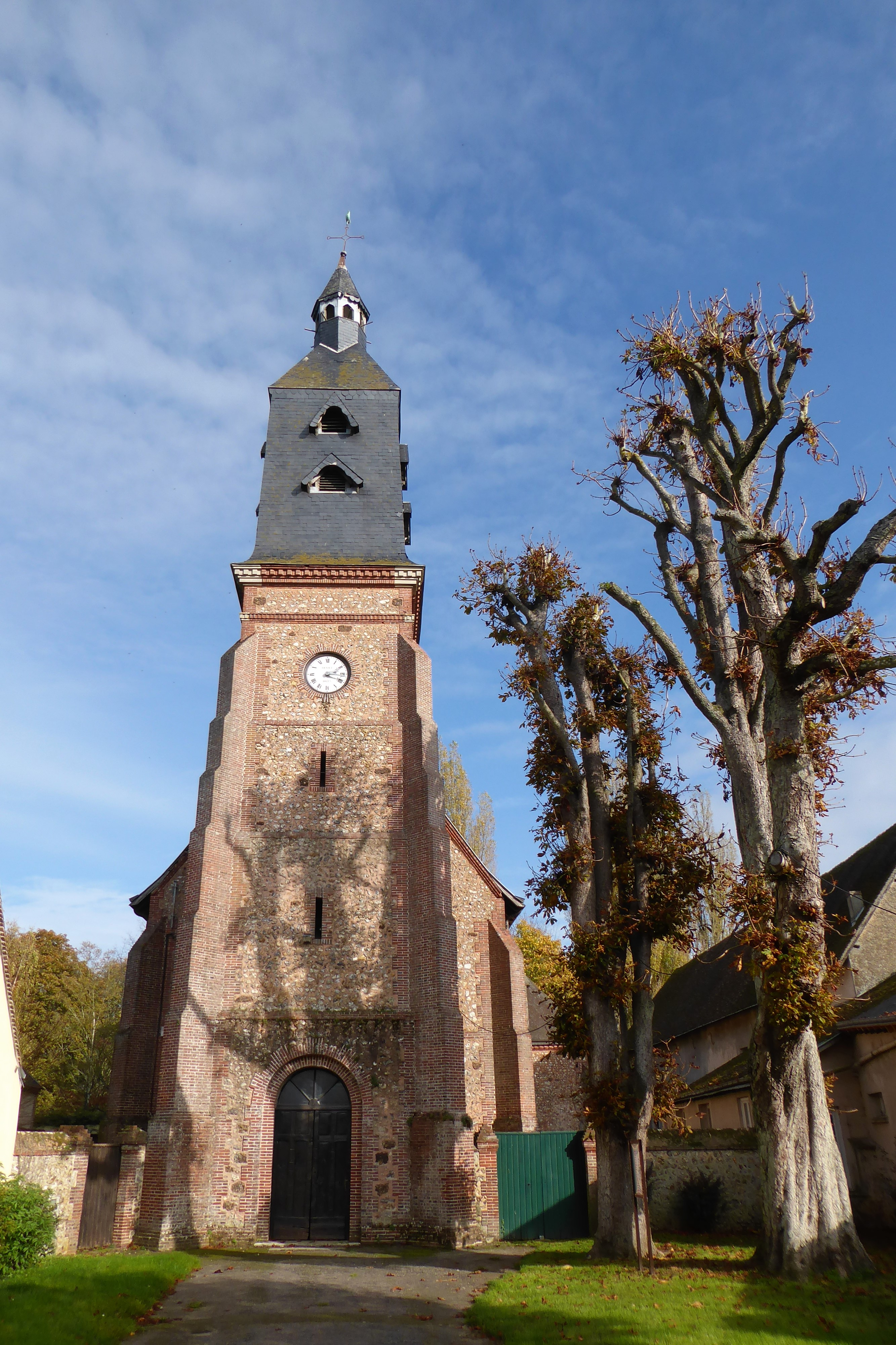
L'église Saint-Martin.

#### Chêne-Chenu et Villette-les-Bois
- Église Saint-Paul de Chêne-Chenu ;
- À Villette-les-Bois, passe la ligne de chemin de fer de Chartres à Dreux, le service voyageurs a cessé en 1971 et le fret des céréales stockées dans les silos bordant la ligne a également cessé, comme on peut le constater depuis 2021 au passage à niveau de Villette-les-Bois où les rails sont démontés[réf. nécessaire].

Chêne-Chenu
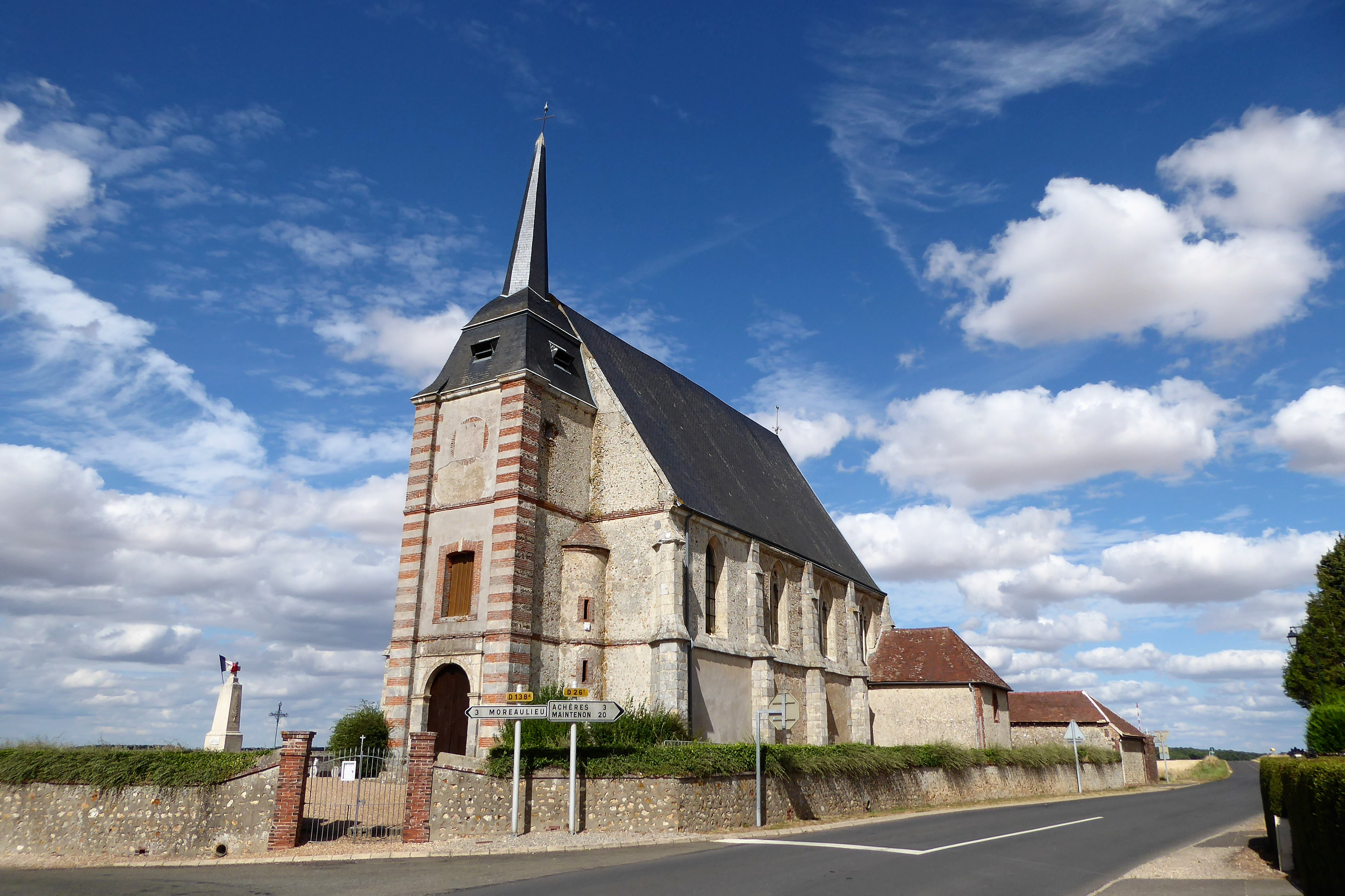
L'église Saint-Paul.
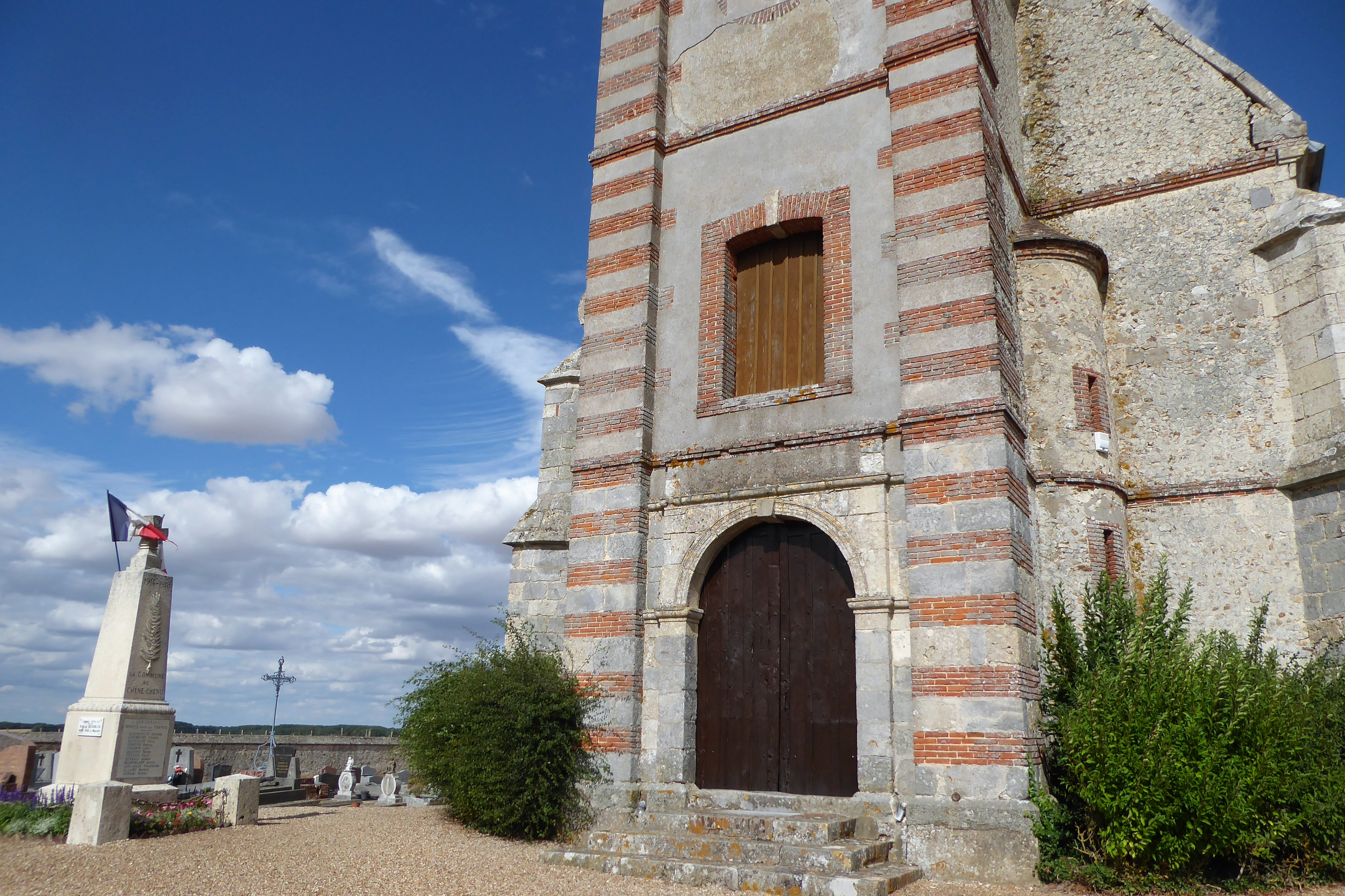
Façade ouest et monument aux morts.
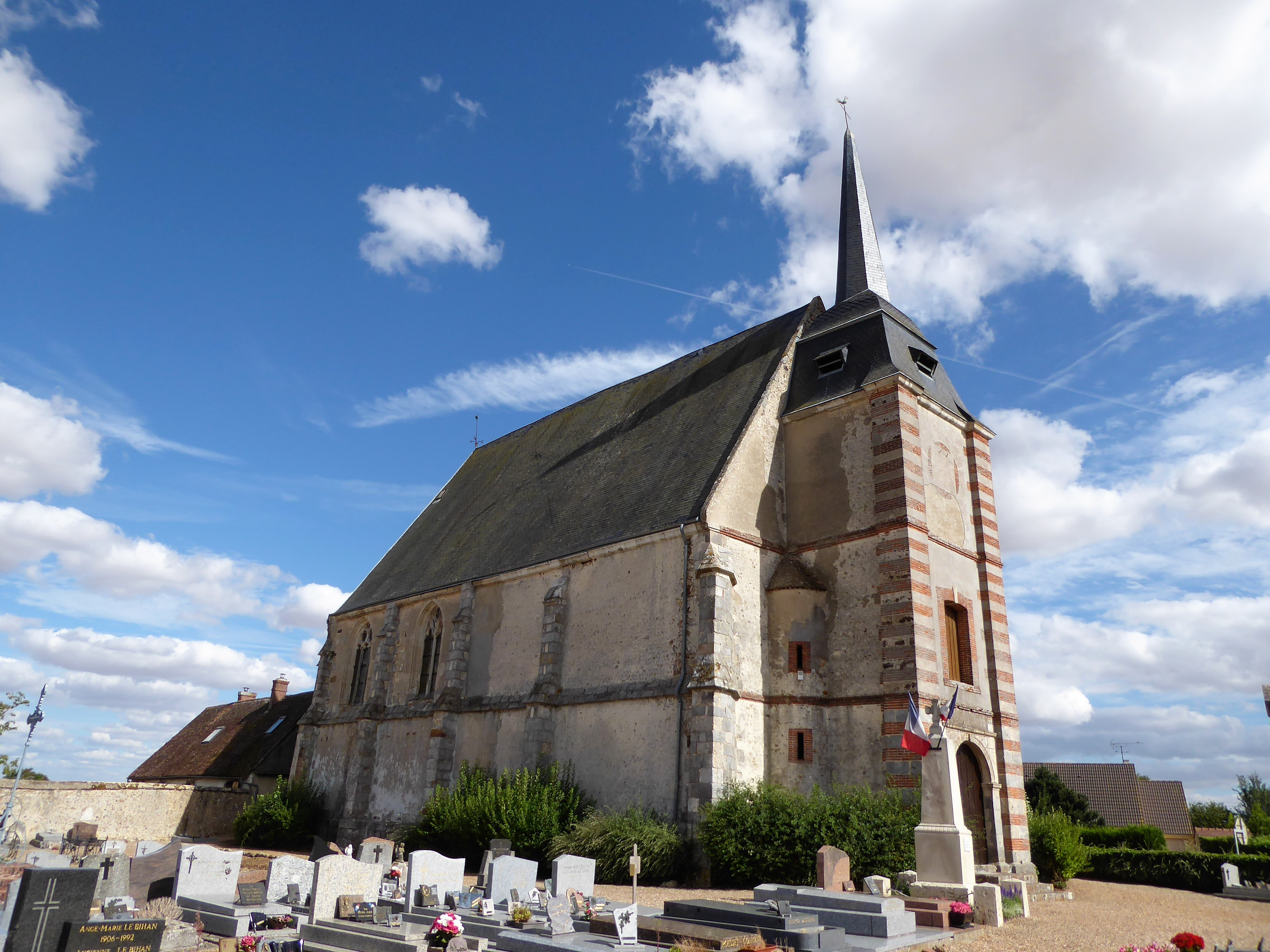
Mur nord de l'église.
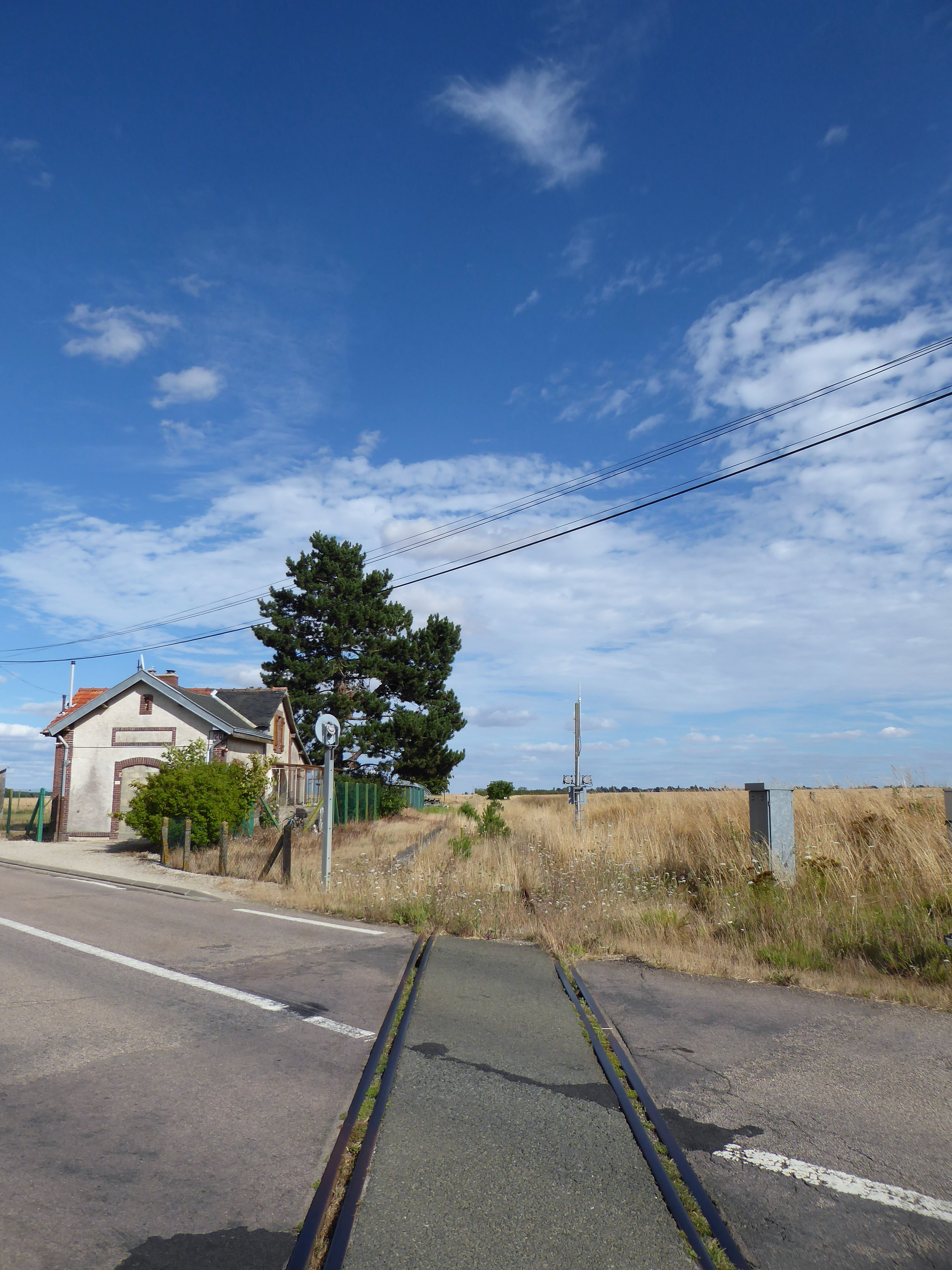
Ligne Chartres-Dreux à Villette-les-Bois en juillet 2020.

#### Écublé et Bilheux
- Calvaire ;
- Église Saint-Sulpice d'Écublé et dolmen intégré au mur du cimetière ;
- Monument aux morts ;
- Sculptures en bois sur la place de Bilheux ;
- Circuit de motocross, rue Saint-Jacques[34].

Écublé
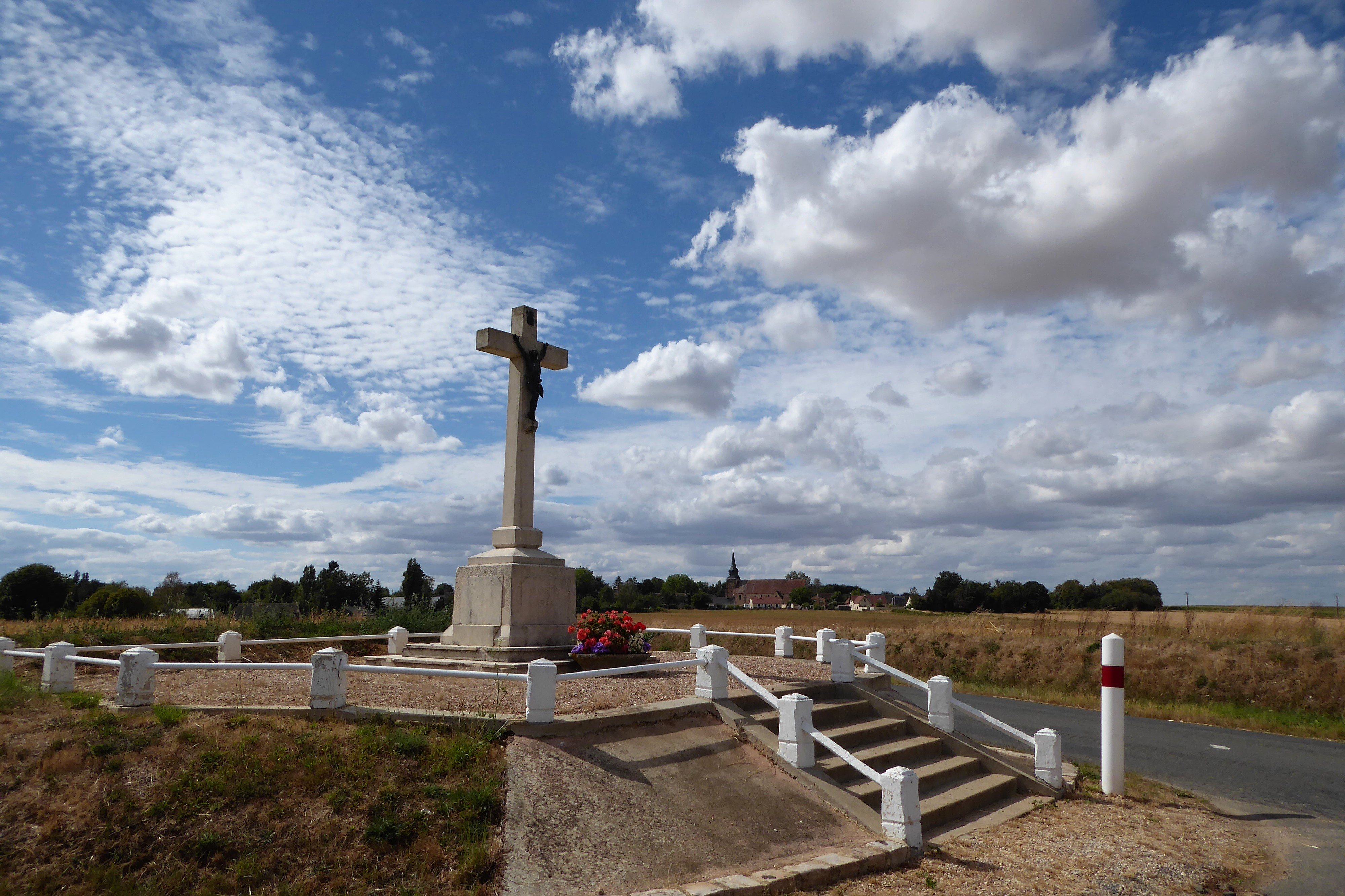
Calvaire.
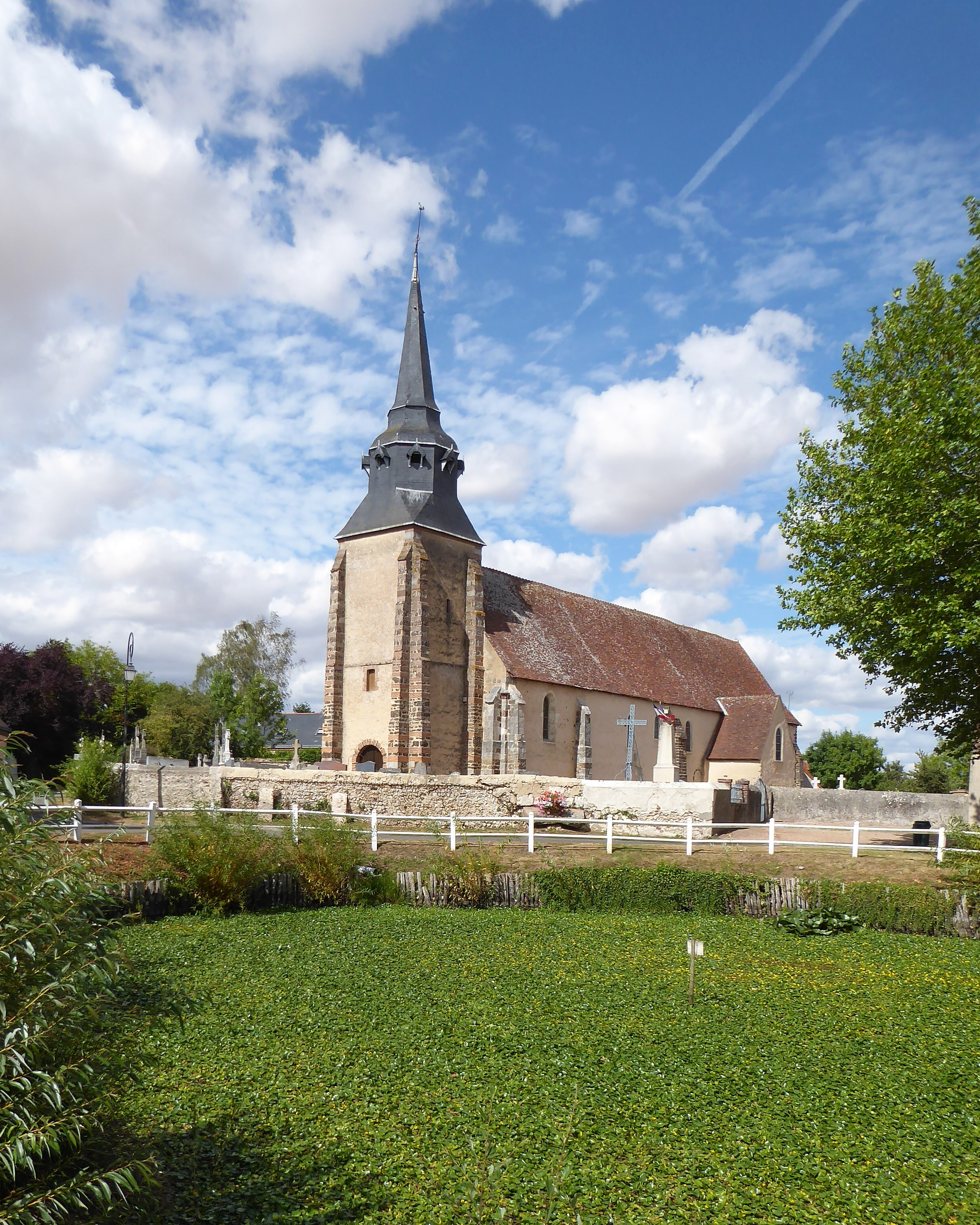
L'église Saint-Sulpice et la mare.
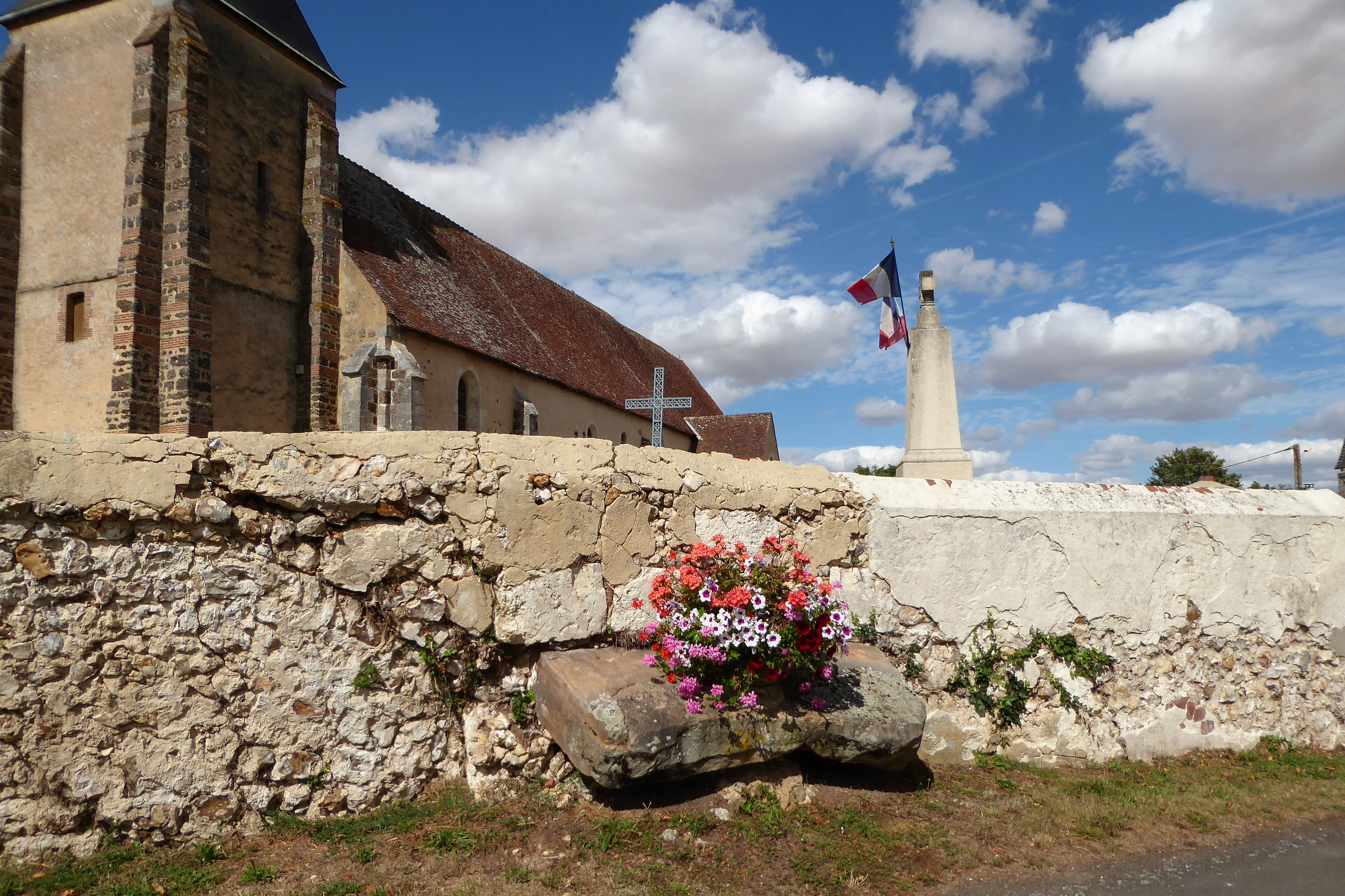
Dolmen enchâssé dans le mur du cimetière.
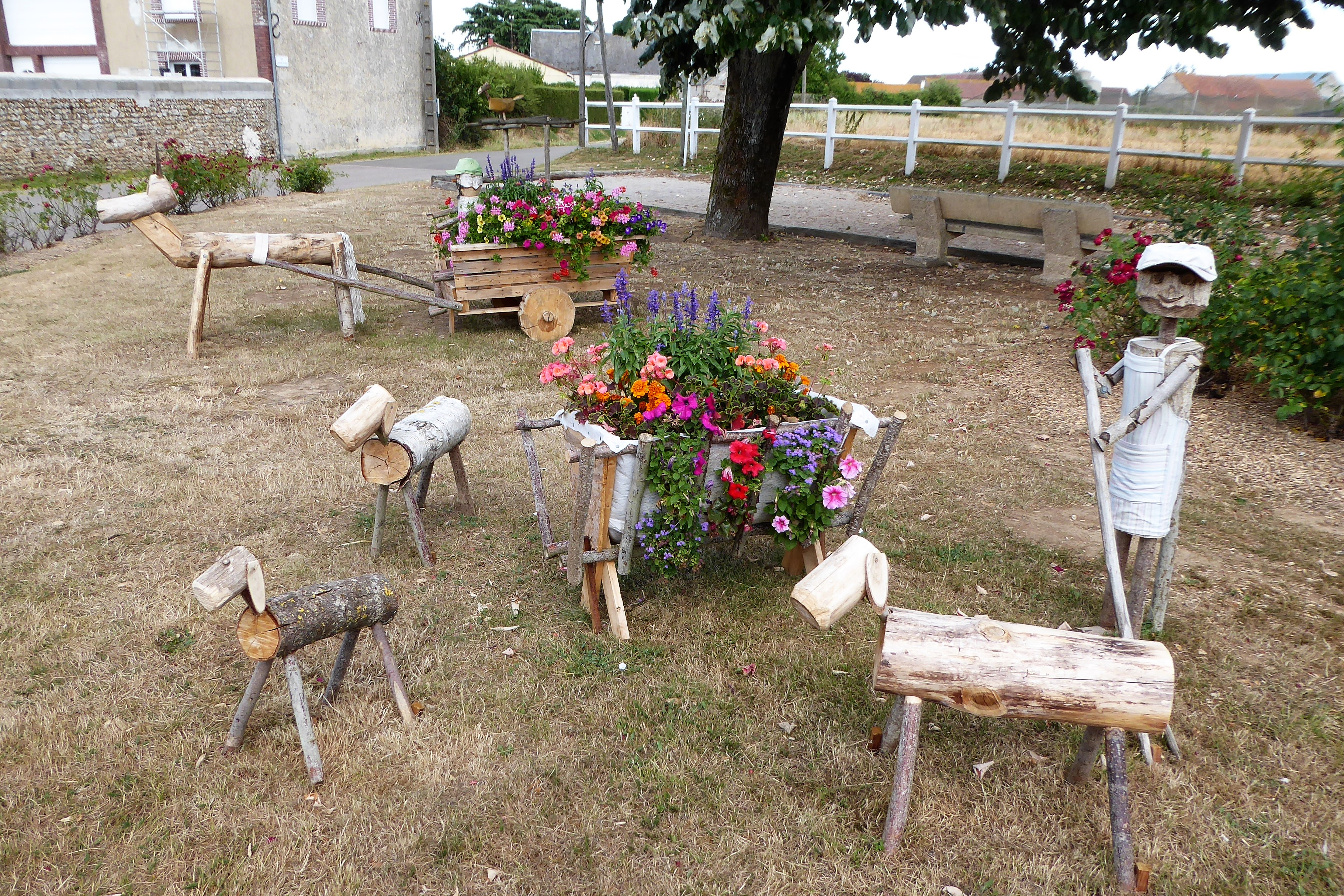
Sculptures de Bilheux.

#### Gironville-et-Neuville
- Église Saint-Martin de Gironville.

Gironville
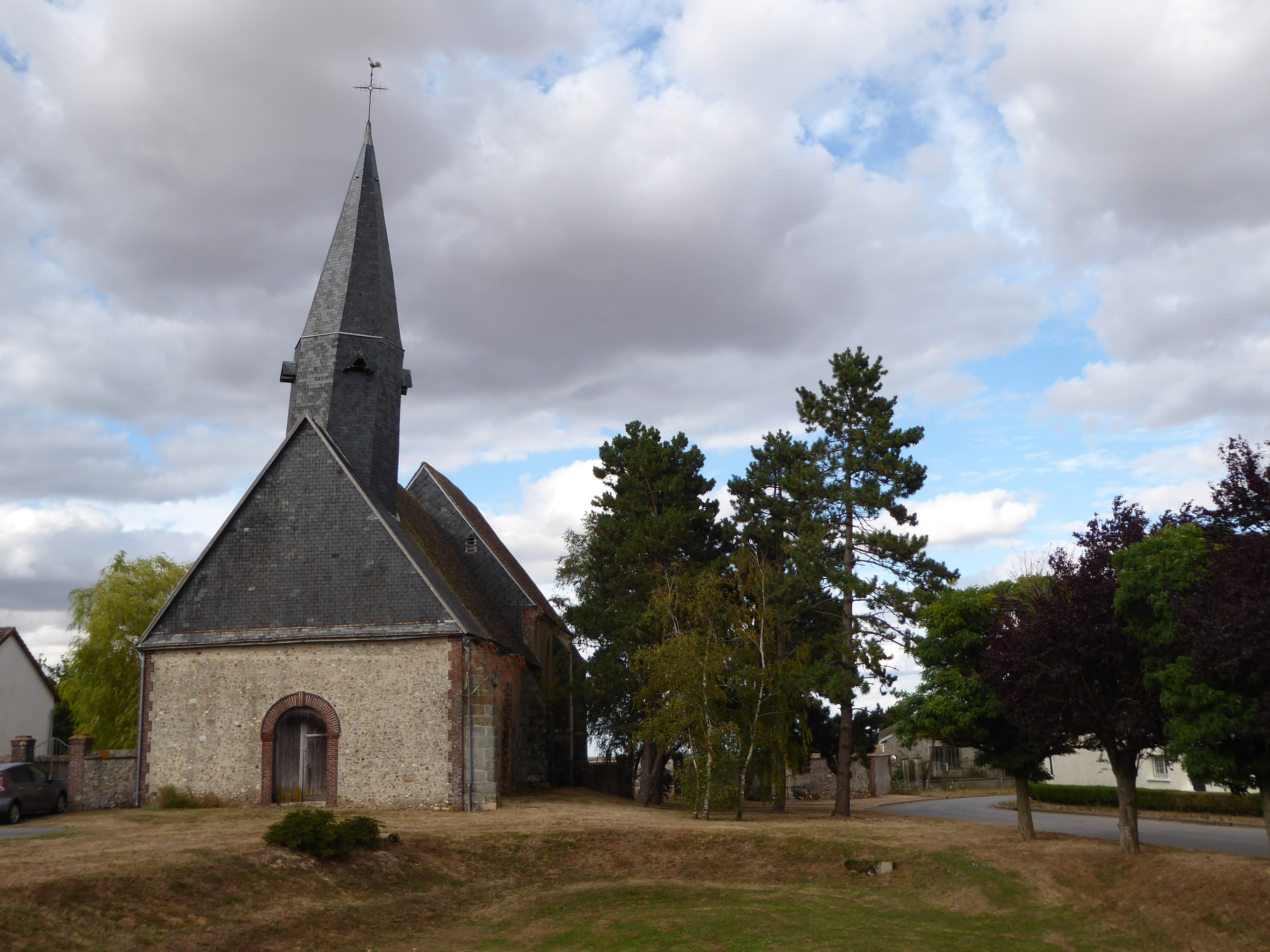
L'église Saint-Martin.
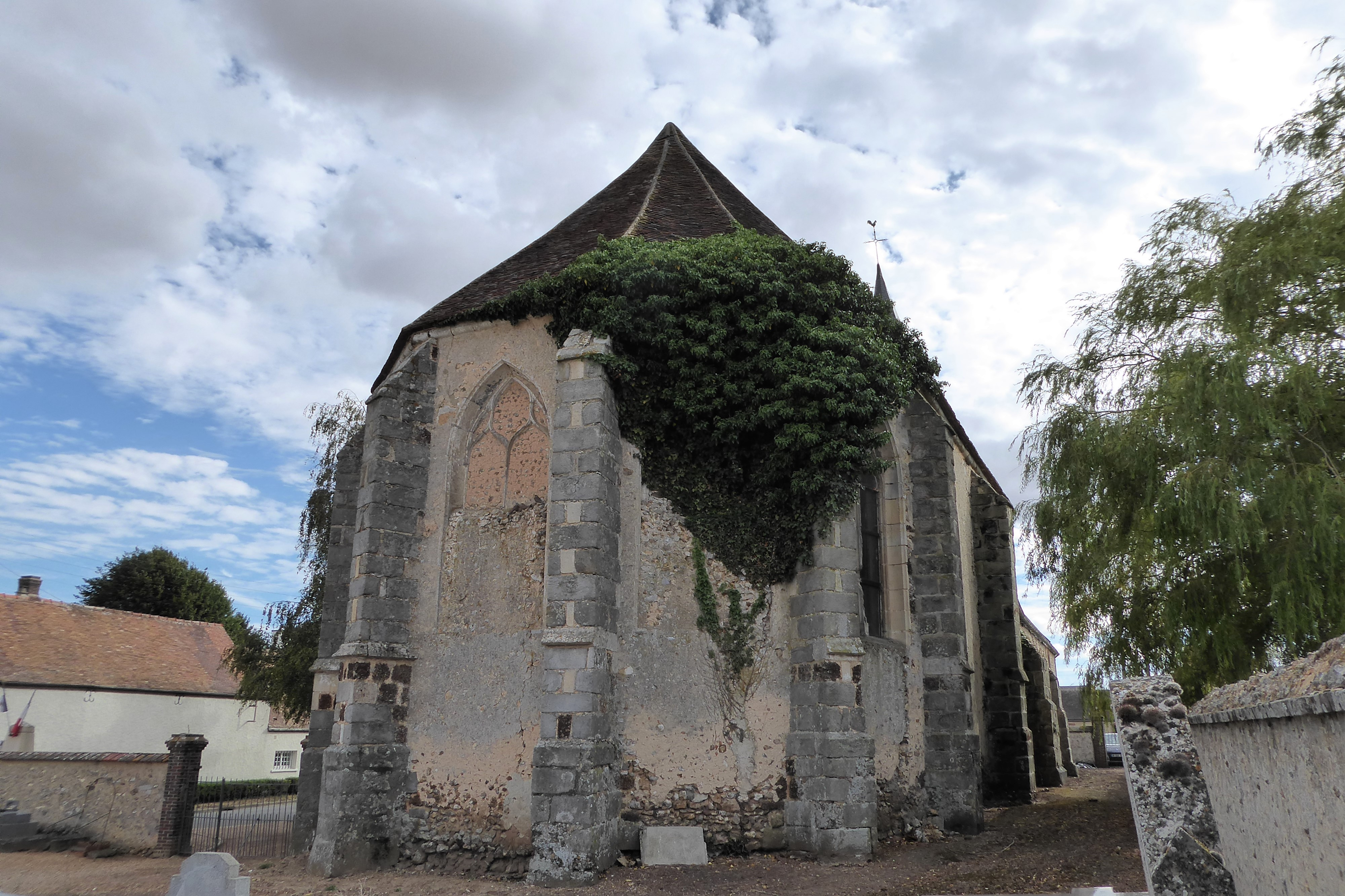
Chevet envahi par le lierre.
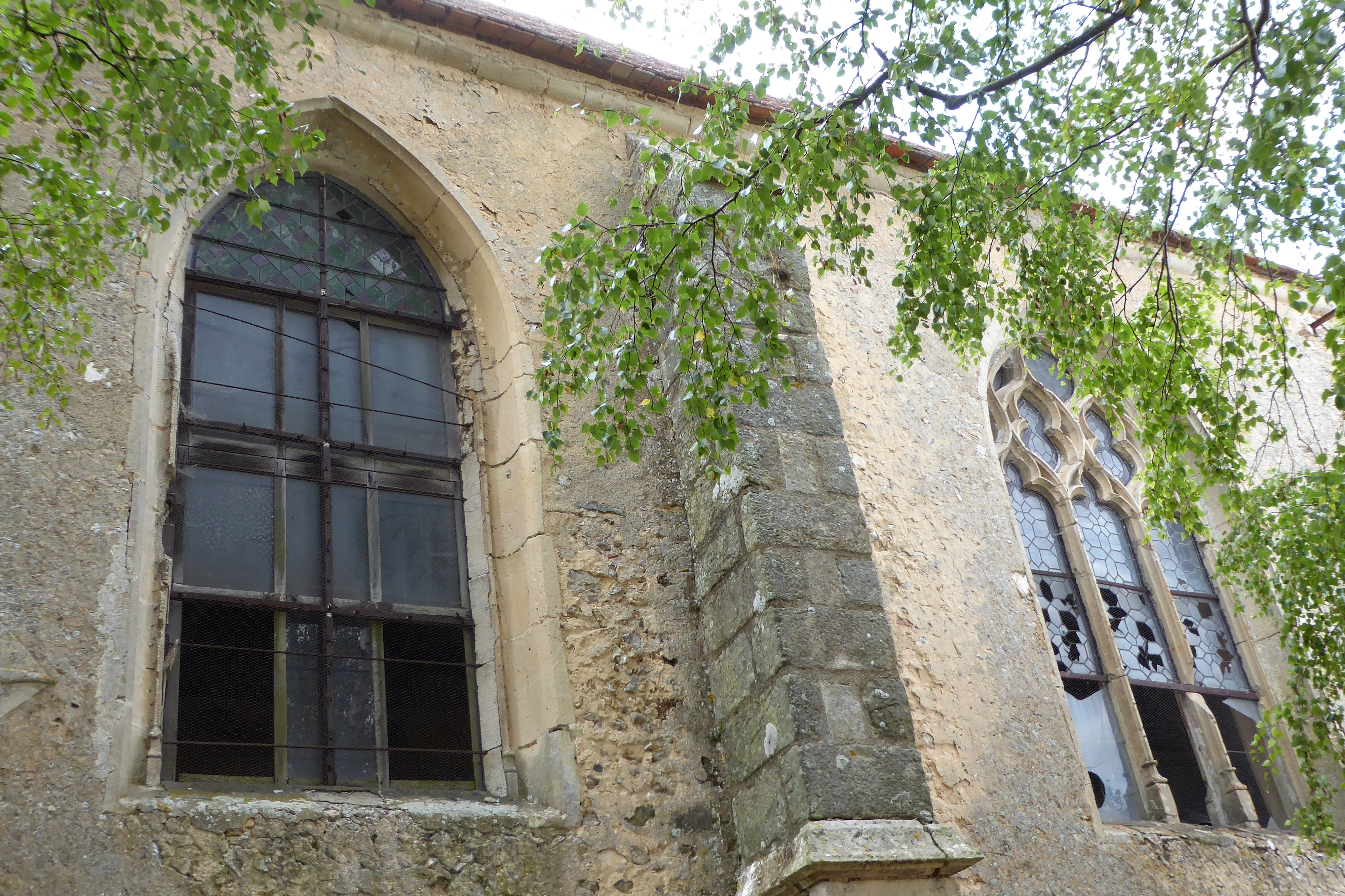
Verrières aux vitrages cassés.

#### Saint-Cheron-des-Champs
- Chapelle Saint-Cheron de Saint-Cheron-des-Champs, ancienne église paroissiale. L'édifice est situé hors bourg, entouré du cimetière de la paroisse ;
- Monument aux morts dans le cimetière entourant la chapelle.

Saint-Cheron-des-Champs
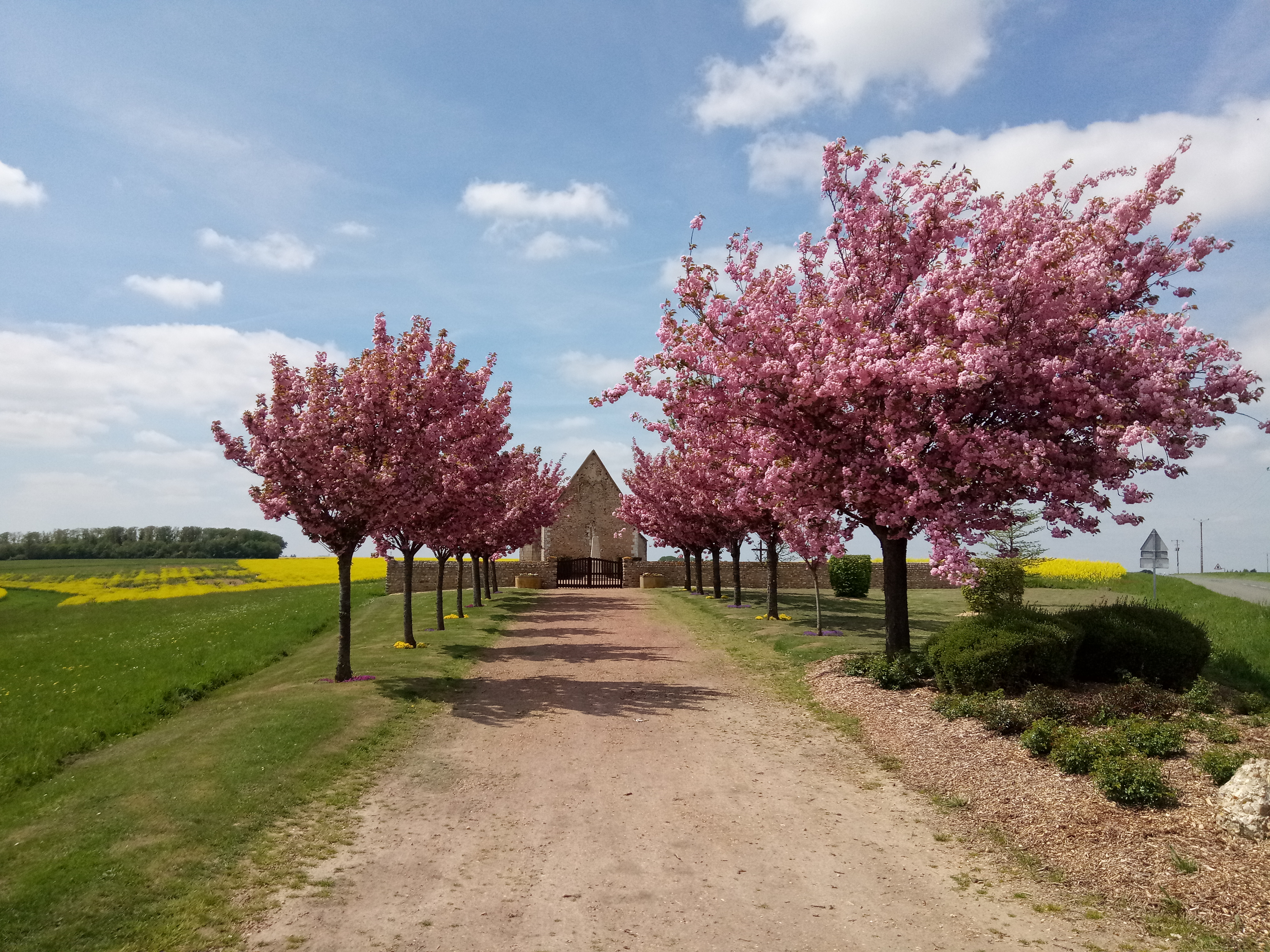
Chemin d'accès à la chapelle.
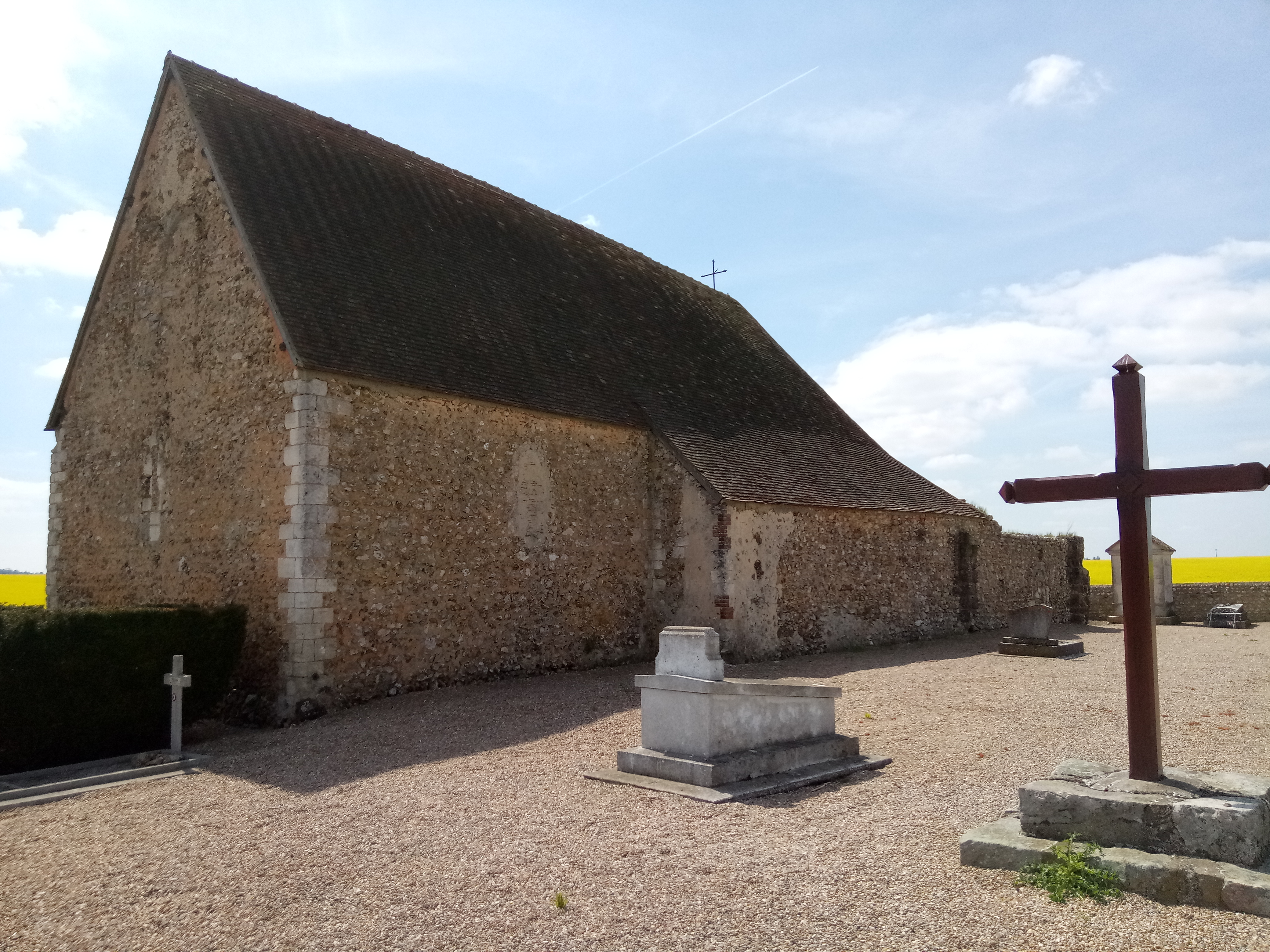
Chapelle et cimetière.
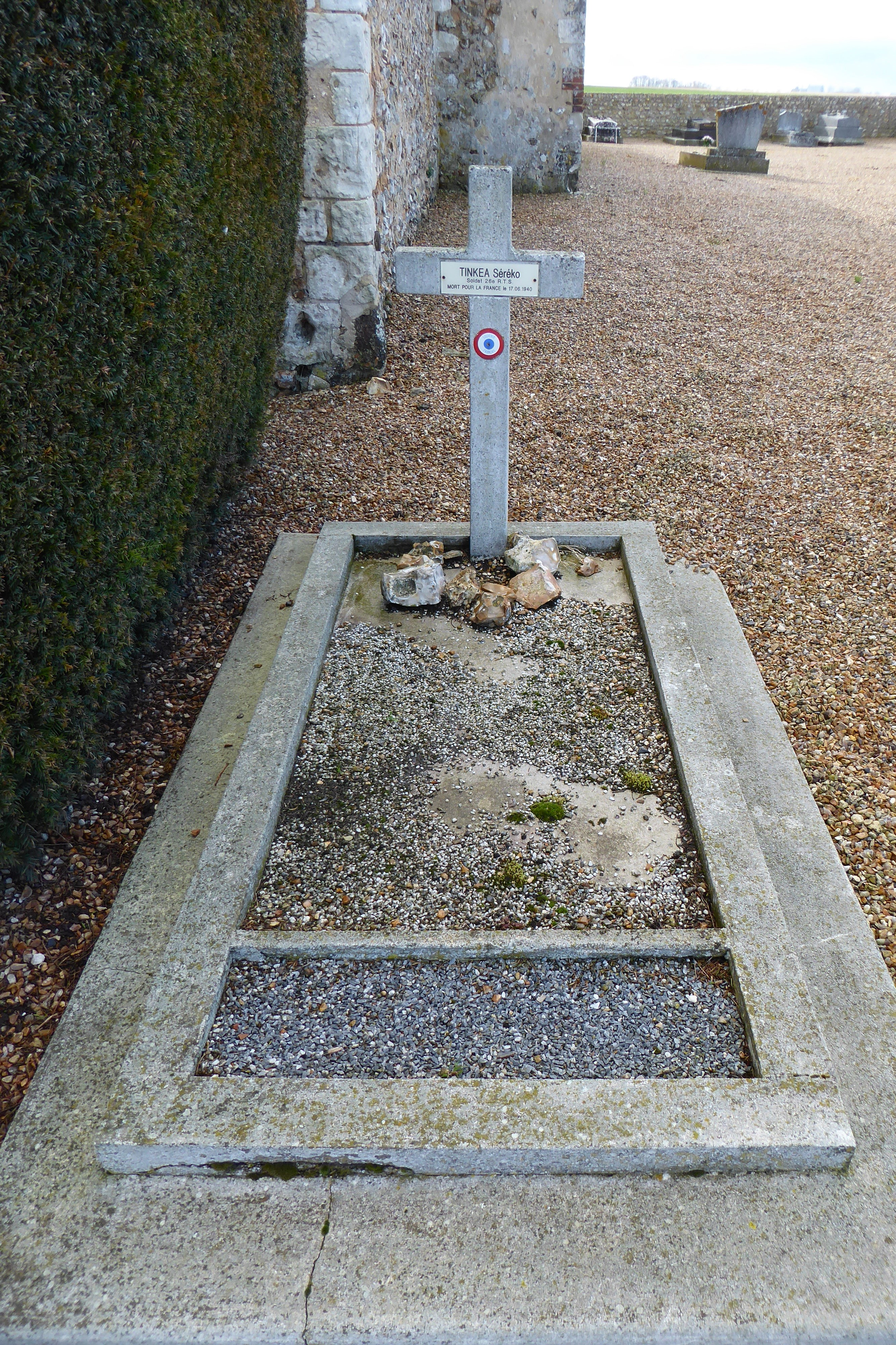
Tinkea Séréko, mort pour la France.
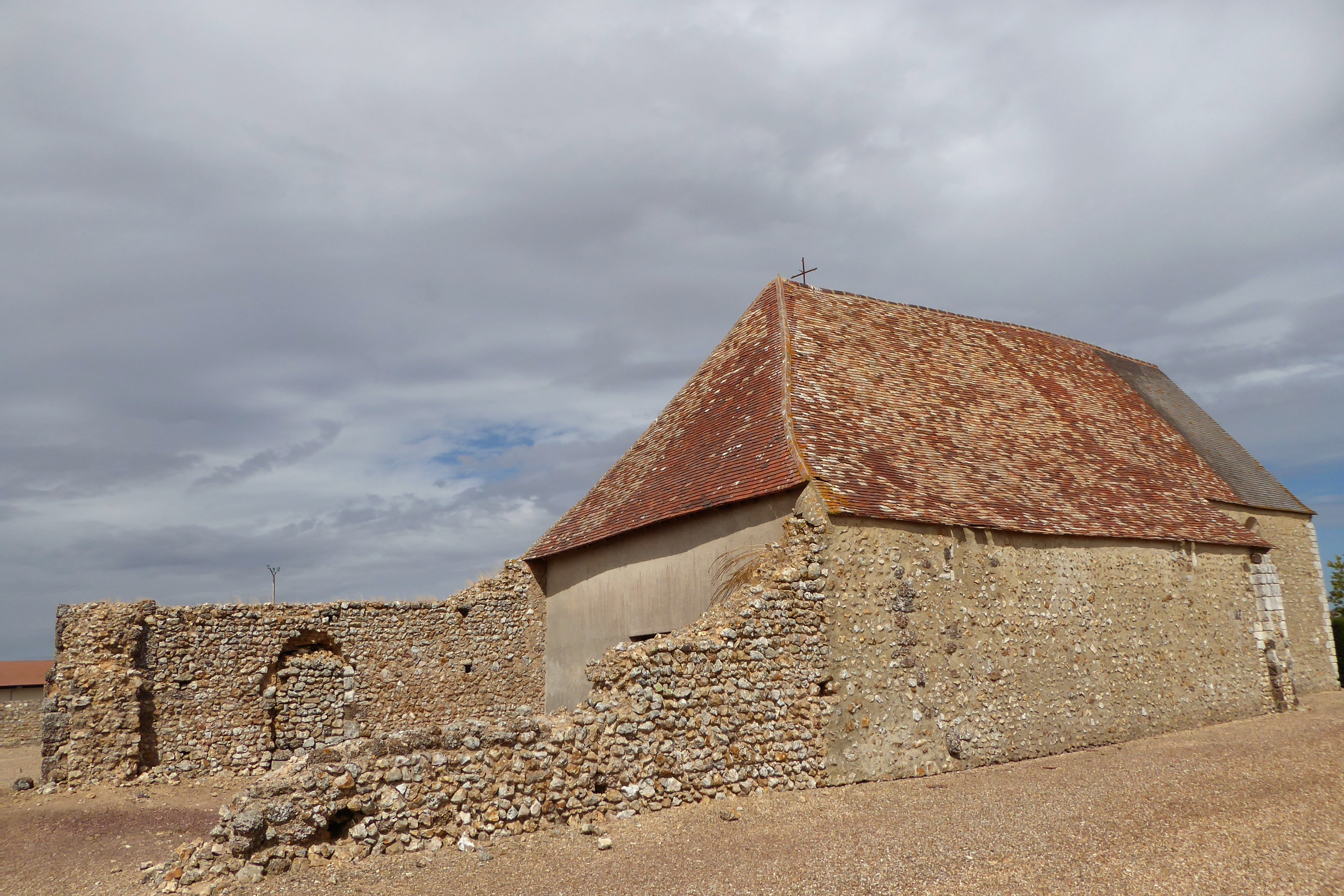
Ruines du prolongement de la nef.

#### Theuvy-Achères
- Église Notre-Dame et Saint-Quitaire de Theuvy ;
- Ferme fortifiée de Theuvy ;
- Église Saint-Brice d'Achères.

Theuvy-Achères
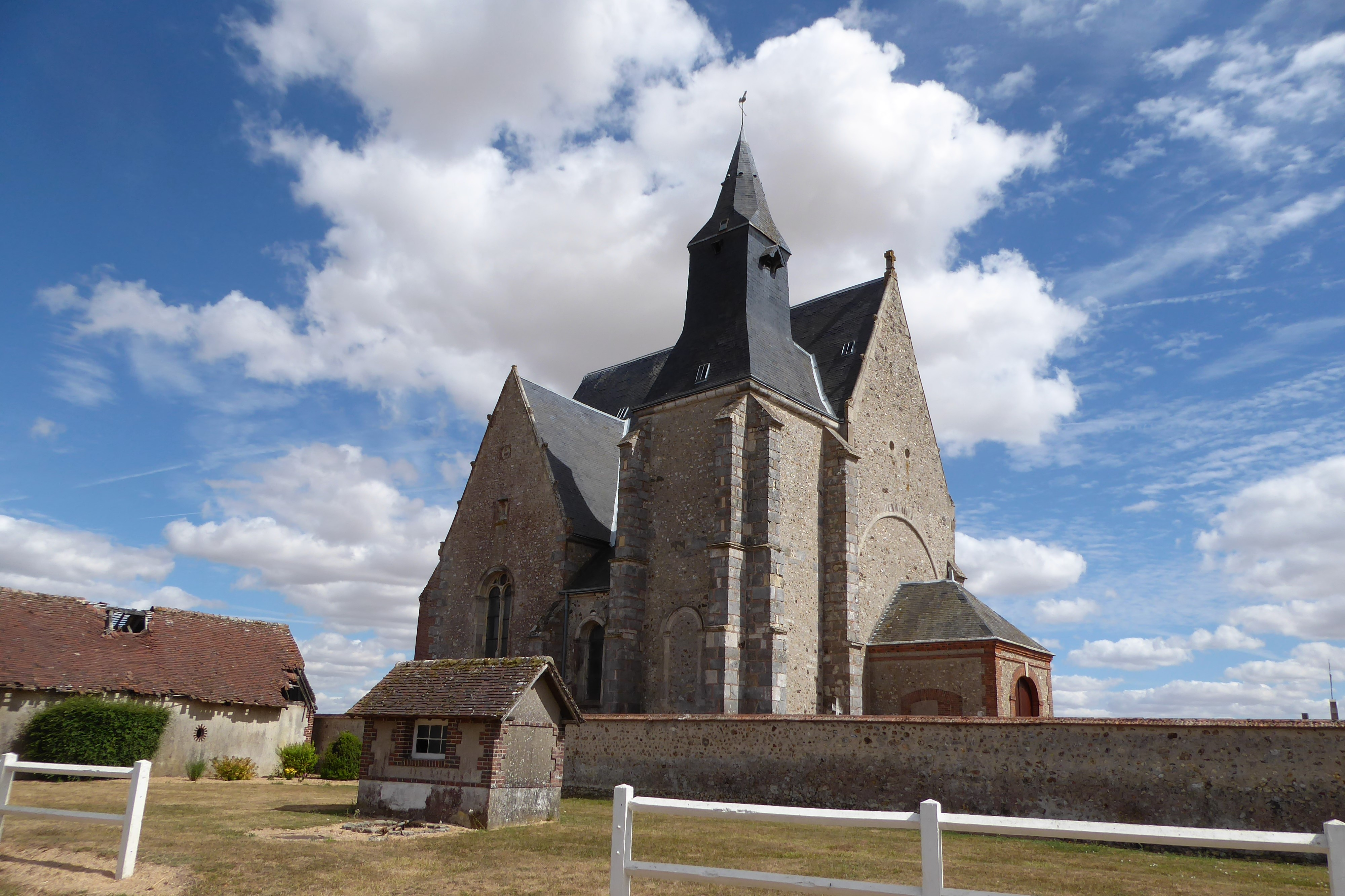
Église Notre-Dame et Saint-Quittaire de Theuvy
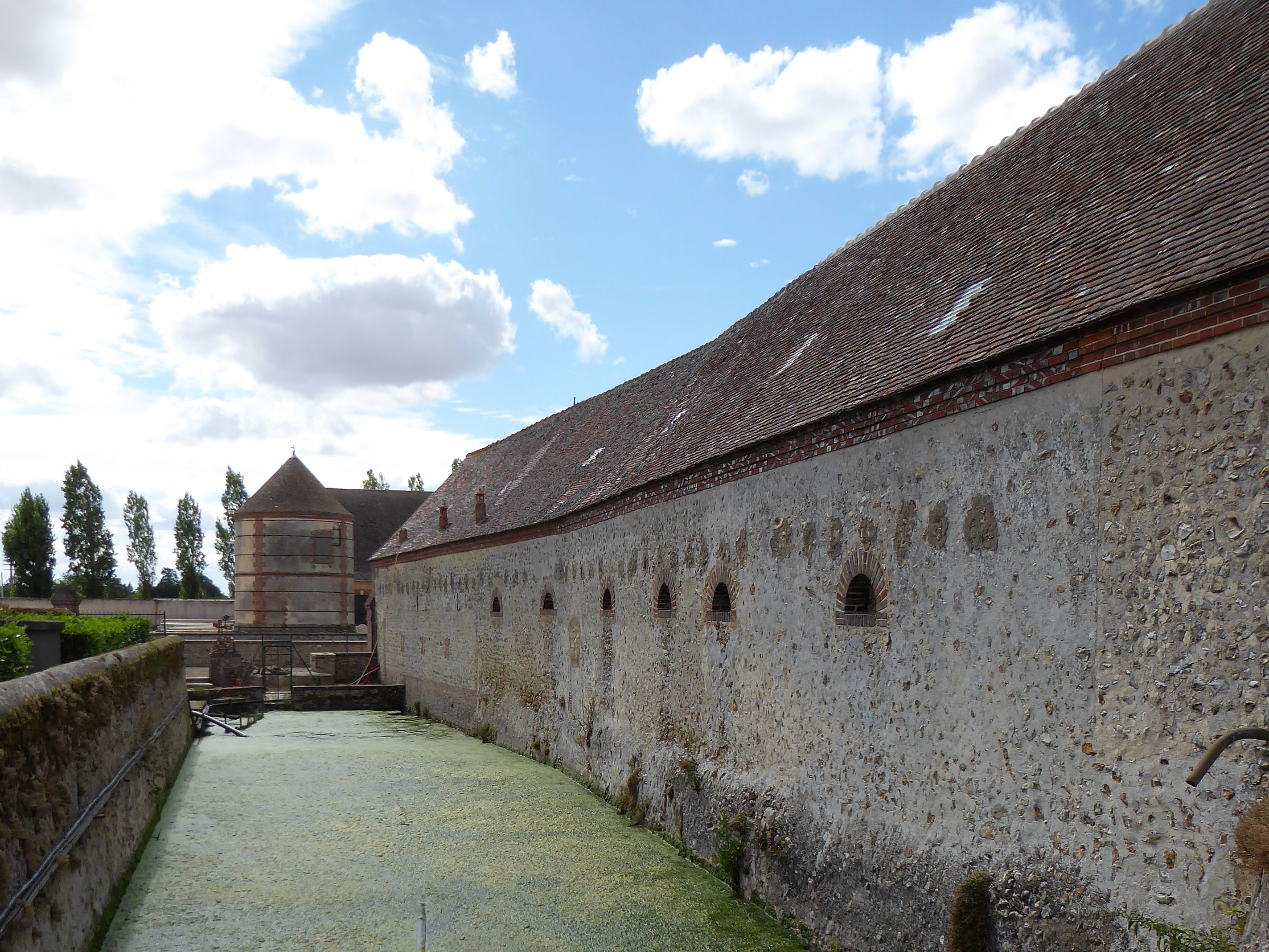
Ferme fortifiée avec douves de Theuvy.
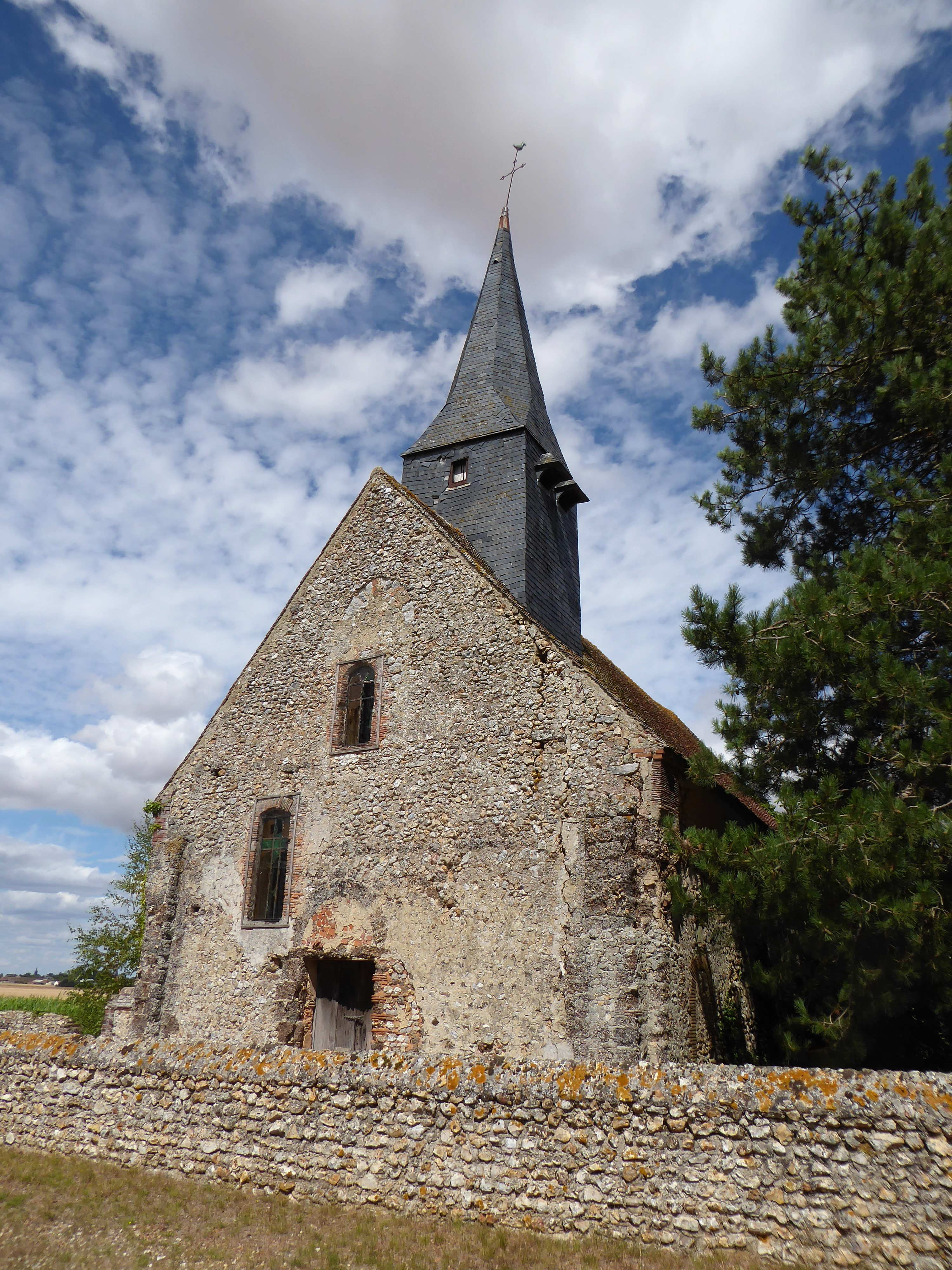
Église Saint-Brice Achères.

### Personnalités liées à la commune
- Jean Drault (1866-1951), journaliste et écrivain français antisémite et collaborationiste notoire, né à Tremblay-le-Vicomte ; il s'est inspiré de son village natal pour son premier livre, dont le personnage principal, Chapouzot, est natif[35].
- Martial Taugourdeau (1926-2001), médecin et homme politique mort le 14 octobre 2001 à Tremblay-les-Villages.
- Silvio Bortolussi, délégué départemental du Rassemblement National (succédant à Aleksandar Nikolic) depuis le 22 décembre 2022[36].

### Héraldique
|  | Les armes de la commune se blasonnent ainsi : de gueules à la barre d’argent accompagnée de six merlettes du même ordonnées en orle. |

#### Bases de données et dictionnaires
- Site officiel
- Ressources relatives à la géographie :   - Insee (communes)
  - Ldh/EHESS/Cassini
- Ressource relative à plusieurs domaines :   - Annuaire du service public français
- Notices d'autorité :   - VIAF
  - BnF (données)
  - IdRef